# Conopodium marianum
Conopodium marianum är en växtart i släktet nötkörvlar och familjen flockblommiga växter.